# Chlorissa cloraria
Espèce
Chlorissa cloraria, la Chlorée, est une espèce de lépidoptères (papillons) de la sous-famille des Geometrinae.